# Medusa (Annie Lennox)
Medusa è il secondo album della cantautrice britannica Annie Lennox, pubblicato nel marzo 1995.

## Descrizione
L'album consiste in una raccolta di cover rivisitate dalla cantante e riarrangiate dal suo produttore Stephen Lipson.
Dal disco furono estratti i quattro singoli No More "I Love You's", A Whiter Shade of Pale, Waiting in Vain e Something So Right.
La versione giapponese fu pubblicata con l'aggiunta del brano Heaven, cover del gruppo musicale The Psychedelic Furs.

## Accoglienza e successo commerciale
Il primo singolo, No More "I Love You's", è uno dei pezzi più conosciuti della Lennox; arrivò al 2º posto nella classifica britannica dei singoli e al 1º posto in quella canadese e al 3. in quella italiana.
Grazie al singolo di apertura e alla qualità dell'album la cantante vinse nel 1996 un Grammy nella categoria "Migliore esibizione vocale pop femminile" e un Brit Award come "Interprete femminile dell'anno". 
Sempre ai Grammy Awards l'album valse all'artista una nomination per l'"Album pop dell'anno", perdendo contro Joni Mitchell.

## Tracce
Edizione standard
1. No More "I Love You's" – 4:51 (Joseph Hughes, David Freeman) – Cover dei Lover Speaks
2. Take Me to the River – 3:31 (Al Green) – Cover di Al Green
3. A Whiter Shade of Pale – 5:17 (Keith Reid, Gary Brooker,Matthew Fisher) – Cover dei Procol Harum
4. Don't Let It Bring You Down – 3:36 (Neil Young) – Cover di Neil Young
5. Train in Vain – 4:38 (Michael Geoffrey Jones, John Mellor) – Cover dei Clash
6. I Can't Get Next to You – 3:09 (Norman Jesse Whitfield, Barrett Strong) – Cover dei Temptations
7. Downtown Lights – 6:42 (Paul Buchanan) – Cover dei Blue Nile
8. A Thin Line Between Love and Hate – 5:53 (Richard Poindexter, Robert Poindexter, Jackie Members) – Cover dei Persuaders
9. Waiting in Vain – 5:40 (Bob Marley) – Cover di Bob Marley
10. Something So Right – 3:54 (Paul Simon) – Cover di Paul Simon

Traccia bonus inclusa nell'edizione giapponese
1. Heaven – 4:52 (Richard Butler, Tim Butler) – Cover degli Psychedelic Furs

## Classifiche
| Classifica (1995) | Posizione massima |
| ----------------- | ----------------- |
| Australia         | 5                 |
| Austria           | 2                 |
| Belgio (Fiandre)  | 8                 |
| Belgio (Vallonia) | 3                 |
| Canada            | 1                 |
| Europa            | 3                 |
| Francia           | 5                 |
| Germania          | 4                 |
| Irlanda           | 5                 |
| Italia            | 2                 |
| Norvegia          | 4                 |
| Nuova Zelanda     | 5                 |
| Paesi Bassi       | 7                 |
| Regno Unito       | 1                 |
| Spagna            | 5                 |
| Stati Uniti       | 11                |
| Svezia            | 4                 |
| Svizzera          | 6                 |